# 利比亚足球超级联赛
利比亚足球超级联赛（阿拉伯语: ‎），为利比亚足球联赛的最高级别，由利比亚足球协会管理。在过去的数年中联赛的赛制多次变化，2009-10赛季为简单的循环赛制。
利比亚联赛采用升降制，超级联赛排名靠后的球队将降往利比亚足球甲级联赛。联赛目前的赞助商为利比亚最大的移动运营商利比亚纳（Libyana），联赛一轮比赛通常在三到四天内进行，比赛陆续在一周的周四至周日开球。
联赛在2009年國際足球歷史和統計聯合會的统计中排名世界第56位，位列阿拉伯世界的第六位，排在沙特阿拉伯足球联赛、埃及足球超级联赛、阿尔及利亚国家锦标赛、土耳其足球超级联赛与苏丹足球超级联赛之后。
联赛的转播版权属于利比亚体育电视台（Libya Sports），电视台每周除了直播比赛外，还会制作一档名为「足球90'」（90 Minutes）的集锦节目。
利比亚联赛的冠军长期被的黎波里伊蒂哈德、的黎波里阿赫利两家俱乐部所垄断。联赛以产生的41个冠军中的40个是由利比亚最大的两座城市的黎波里与班加西的球会所取得的。

## 历史
利超联赛创建于1963年，在这之前为东部省份、西部省份和南部省份的三大平行的省级联赛。全国性质的联赛开始于1963-64赛季，在三个省级联赛冠军之间决出全国冠军，首届全国联赛冠军为西部省份冠军的黎波里阿赫利，当时东部省的冠军为班加西阿赫利，南部省冠军为希拉尔赛卜哈。希拉尔赛卜哈由于资源匮乏而退出比赛，联赛仅存两支球队。最终的黎波里阿赫利两回合2-0击败班加西阿赫利，捧起首座利比亚足球超级联赛的冠军奖杯。

## 赛制
2009–10赛季，共有14支球队参加，联赛从10月至翌年6月，采取主客场双循环制共26轮赛事。前半程称作ذهاب - Dhahaab，后半程称作إياب - Iyaab。自1992–93赛季起，联赛采用了每场比赛赢得三分、平得一分、输不得分的积分规则。
如果赛程结束后，两支或两支以上球队积分相同，参照以下规则排名:
- I) 积分相同先依据两支球队之间的胜负关系，成绩占优着排名靠前
  - i) 积分相同球队的总进球数，多者排名靠前。
  - ii) 积分相同球队的客场进球数，多者排名靠前。
- II) 如胜负关系相同则依据净胜球，净胜球多者排名靠前。
- III) 如净胜球也相同则依据联赛总进球数，进球多者排名靠前。
- IV) 如总进球数也相同则选择中立场立择日进行附加赛。

## 歷屆冠軍
- 1963–64：的黎波里艾阿里
- 1964–65：的黎波里伊蒂哈德
- 1965–66：的黎波里伊蒂哈德
- 1966–68：阿塔哈迪
- 1968–69：的黎波里伊蒂哈德
- 1969–70：班加西艾阿里
- 1970–71：的黎波里艾阿里
- 1971–72：班加西艾阿里
- 1972–73：的黎波里艾阿里
- 1973–74：的黎波里艾阿里
- 1974–75：班加西艾阿里
- 1975–76：瑪迪納
- 1976–77：阿塔哈迪
- 1977–78：的黎波里艾阿里
- 1978–79：賽事中斷
- 1979–1982：沒有舉辦
- 1982–83：瑪迪納
- 1983–84：的黎波里艾阿里
- 1984–85：阿爾達蘭
- 1985–86：的黎波里伊蒂哈德
- 1987：班加西納沙
- 1987–88：的黎波里伊蒂哈德
- 1988–89：的黎波里伊蒂哈德
- 1989–90：的黎波里伊蒂哈德
- 1990–91：的黎波里伊蒂哈德
- 1991–92：的黎波里伊蒂哈德
- 1992–93：班加西艾阿里
- 1993–94：的黎波里艾阿里
- 1994–95：的黎波里艾阿里
- 1995–96：阿哈特
- 1996–97：阿塔哈迪
- 1997–98：瑪迪納
- 1998–99：阿爾馬哈拉
- 2000：的黎波里艾阿里
- 2000–01：瑪迪納
- 2001–02：的黎波里伊蒂哈德
- 2002–03：的黎波里伊蒂哈德
- 2003–04：奥林匹克
- 2004–05：的黎波里伊蒂哈德
- 2005–06：的黎波里伊蒂哈德
- 2006–07：的黎波里伊蒂哈德
- 2007–08：的黎波里伊蒂哈德
- 2008–09：的黎波里伊蒂哈德
- 2009–10：的黎波里伊蒂哈德
- 2010–11：因內戰中斷
- 2011–2013：沒有舉辦
- 2013–14：的黎波里艾阿里
- 2014–15：沒有舉辦
- 2015–16：的黎波里艾阿里
- 2016–17：沒有舉辦
- 2017–18：班加西納沙
- 2018–19：賽事中斷
- 2019–20：沒有舉辦
- 2020–21：的黎波里伊蒂哈德
- 2021–22：的黎波里伊蒂哈德
- 2022–23：的黎波里艾阿里